# Francis Janssens

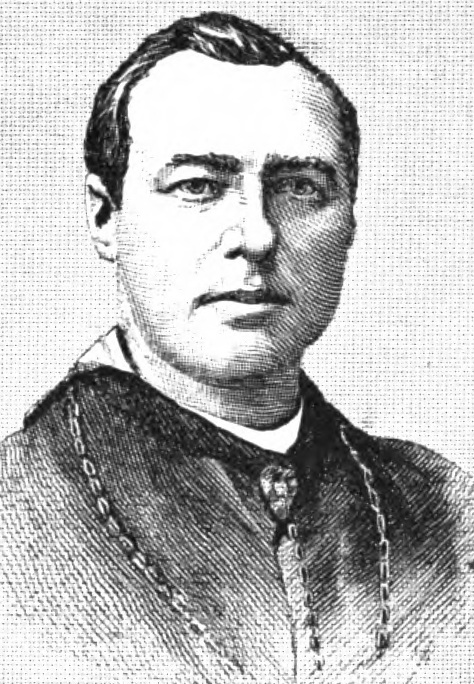
Erzbischof Francis August Anthony Joseph Janssens

Francis August Anthony Joseph Janssens (* 17. Oktober 1843 in Tilburg, Provinz Nordbrabant, Niederlande; † 10. Juni 1897) war Erzbischof von New Orleans.

## Leben
Francis August Anthony Joseph Janssens empfing am 21. Dezember 1867 das Sakrament der Priesterweihe. 1870 wurde Janssens Generalvikar von Richmond.
Am 18. Februar 1881 ernannte ihn Papst Leo XIII. zum Bischof von Natchez. Der Erzbischof von Baltimore, James Gibbons, spendete ihm am 1. Mai desselben Jahres die Bischofsweihe; Mitkonsekratoren waren der Bischof von Wilmington, Thomas Andrew Becker, und der Bischof von Richmond, John Joseph Keane.
Am 7. August 1888 ernannte ihn Leo XIII. zum Erzbischof von New Orleans. Die Amtseinführung erfolgte am 16. September desselben Jahres.